# Heron Tower
Heron Tower (znany także jako 110 Bishopsgate) – wieżowiec w Londynie, mieszczący się w dzielnicy City of London, należący do angielskiej firmy deweloperskiej Heron International. Wieżowiec został zaprojektowany przez architektów z firmy Kohn Pedersen Fox. Budowa budynku trwała od marca 2007 do 2011 roku, a koszt całego przedsięwzięcia wyniósł 242 mln funtów brytyjskich. Wieżowiec posiada 46 kondygnacji nadziemnych, mierzy 230 metrów, wliczając antenę zainstalowaną na szczycie, oraz 202 metry do dachu wieżowca. Budynek obecnie jest trzecim co do wysokości wieżowcem w Londynie po biurowcach Shard London Bridge i One Canada Square.